# Lycidola batesi
Lycidola batesi är en skalbaggsart som beskrevs av Aurivillius 1923. Lycidola batesi ingår i släktet Lycidola och familjen långhorningar. Inga underarter finns listade i Catalogue of Life.